# Österreichische Krebshilfe
Die Österreichische Krebshilfe-Krebsgesellschaft ist ein österreichischer gemeinnütziger Verein und Dachverband neun eigenständiger Ländervereine. Er betreibt österreichweit 34 Beratungsstellen.

## Geschichte
Laut Statuten sind die Aufgaben der Österreichischen Krebshilfe: Information der Bevölkerung zum Thema Krebsvorsorge und Aufklärungsarbeit zur Prävention, Früherkennung, Beratung und Hilfe für Erkrankte und Angehörige, Ärztefortbildung, Errichtung von Krebshilfe-Beratungszentren und angewandte Gesundheitsforschung.
Die Ursprünge des Vereins gehen bis ins Jahr 1910 zurück, als die Ärzte Anton von Eiselsberg, Richard Paltauf, Julius Hochenegg, Alexander Fraenkel, Ludwig Teleky und Josef Winter am 20. Dezember 1910 die k.k. österreichische Gesellschaft für Erforschung und Bekämpfung der Krebskrankheit gründeten.
Der Verein finanziert sich durch Spenden und darf seit November 2001 das Österreichische Spendengütesiegel führen. Präsident der Österreichischen Krebshilfe ist seit 2000 Paul Sevelda.